# Музей історії та розвитку Донецької залізниці
Музей історії та розвитку Донецької залізниці — історично-документальний музей залізниці Донбасу в місті Донецьк.

## Музейна експозиція
Експонати музею документально ілюструють 130-річну історію розвитку магістралі Донбасу. Тут представлені формений одяг, знаки розрізнення різних часів, нагороди, службові годинники, ліхтарі, інструменти та інвентар, філателістичні, документальні колекції. Фонди музею налічують понад 10 000 експонатів, серед них — пів сотні паротягів та вагонів, електровозів, колійна техніка тощо, рідкісних натурних зразків рухомого складу.
У музеї представлені зразки стародавніх фотографій і документів, знаків розходження залізничників і нагородних значків, залізничного форменого одягу, інструмента, устаткування й приладів, застосовуваних на залізницях.
Працівниками музею ведеться робота зі збору й реставрації старої залізничної техніки. Вже знайдені й реставруються зразки паровозів серій ФД, Л, Ов, Ер, Эм, Эу, представлені зразки тепловозів і електровозів, вагонний рухомий склад.
Адміністрація залізниці для розміщення експозиції музею виділила приміщення колишнього вагонного депо Донецьк, проект реконструкції якого в цей час виконує інститут Донзалдорпроект.
Експозиція музею розташована у двох реставрованих вагонах, котрі добре видно з перону вокзалу станції Донецьк. Тут же перебуває й паровоз серії ФД 20 № 1393, що довгий час водив машиніст із Дебальцевого, тричі Почесний залізничник, Герой Соціалістичної Праці Дрюк Василь Якович.
Вхід у музей — безкоштовний.
Адреса: Адреса Музею історії та розвитку Донецької залізниці: м. Донецьк, вул. Артемівська, 47.